# Misaki Suzuki
Pour les articles homonymes, voir Suzuki (homonymie).
Pas d'image ? Cliquez ici

a Compétitions nationales et continentales officielles uniquement.

b Matchs officiels uniquement.
Misaki Suzuki (鈴木 実沙紀, Suzuki Misaki), née le 9 avril 1992, est une joueuse internationale japonaise de rugby à XV évoluant aux postes de troisième ligne aile ou de talonneur.

## Biographie
Misaki Suzuki naît le 9 avril 1992. En 2022, elle joue pour le club des Tokyo Sankyu Phoenix (ja) de Tokyo. Elle compte 31 sélections en équipe du Japon quand elle est retenue en septembre 2022 pour disputer sous les couleurs de son pays la Coupe du monde en Nouvelle-Zélande.